# Rio Catundó

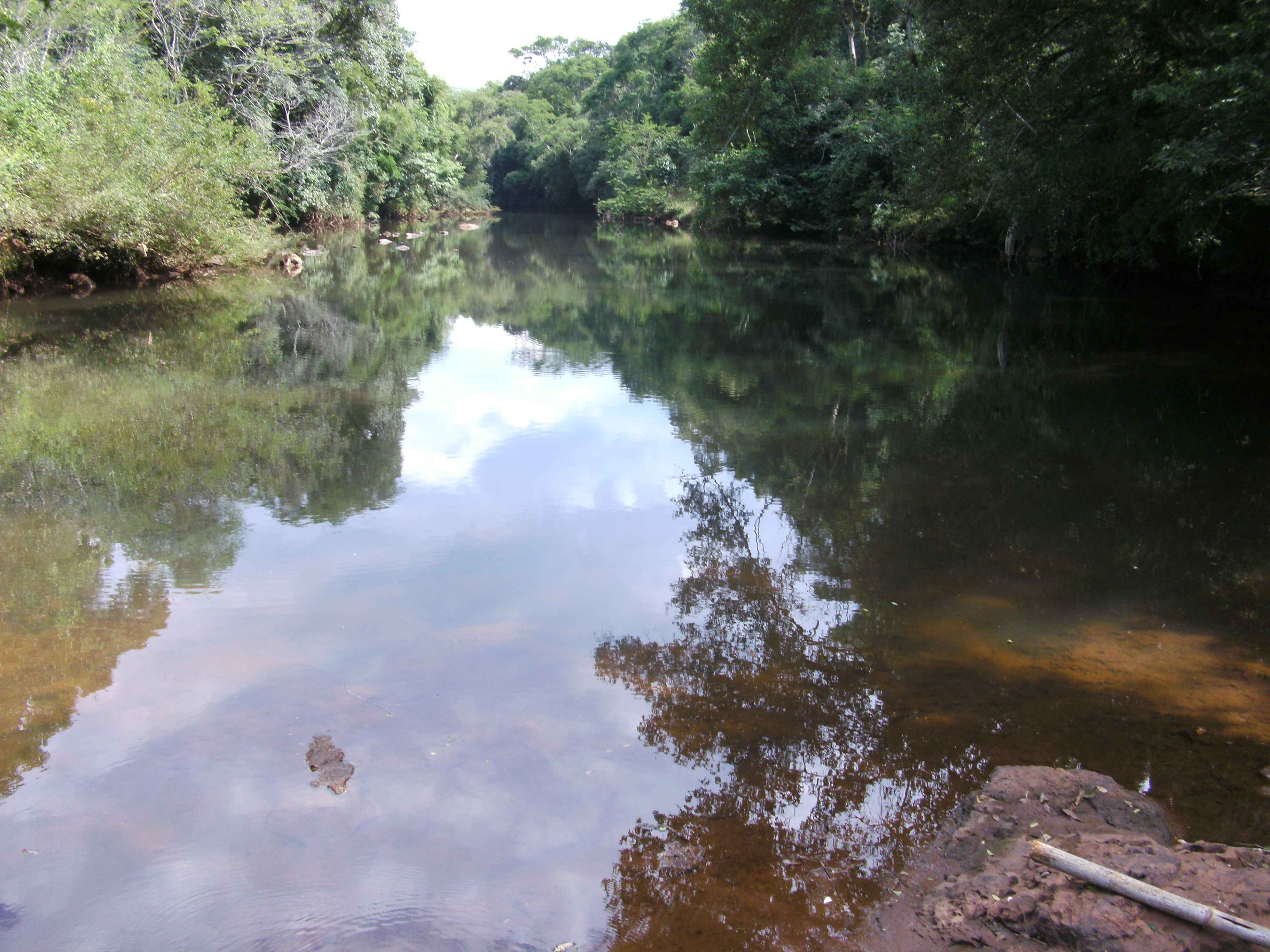
Rio Catundó

O rio Catundó  é um curso de água do estado de Santa Catarina, no Brasil. 